# SV Grieskirchen
Der Sportverein Pöttinger Grieskirchen ist ein österreichischer Fußballverein aus der oberösterreichischen Bezirkshauptstadt Grieskirchen. Seit der Saison 2022/23 spielt er in der Landesliga West, der fünfthöchsten Spielstufe Österreichs. Die Vereinsfarben sind Rot-Grün-Weiß. Ihre Heimspiele trägt die Mannschaft im Fröling-Stadion Grieskirchen aus. Hauptsponsor ist der in Grieskirchen ansässige Maschinenhersteller Pöttinger Landtechnik.

## Geschichte
Die Wurzeln des organisierten Fußballsports in Grieskirchen reichen bis ins Jahr 1936 zurück. Damals gründeten ortsansässige Fußballbegeisterte den Sportverein Grieskirchen, wobei man laut Vereinsgeschichte überall auf Widerstand stieß. Während des Zweiten Weltkriegs musste der Verein 1943 den Spielbetrieb einstellen und wurde aufgelöst.
Ungeachtet des Mangels an Spielern, Funktionären und Ausrüstung nach Kriegsende wurde der Sportverein Grieskirchen von den Sportlern Josef Ortner, Heinrich Strasser, Fritz Bauer und Heinrich Kies-Humer am 15. Oktober 1945 neu gegründet und am 14. Dezember 1945 von der Landesregierung in Linz genehmigt. Wenig später erfolgte der Beitritt zum Oberösterreichischen Fußballverband und zum Allgemeinen Sportverband Oberösterreich.
In der Folgesaison stieg der SV Grieskirchen in der 2. und untersten Klasse in den Meisterschaftsbetrieb ein und schaffte 1948 den Aufstieg. Bis 1957 spielte Grieskirchen im Mittelfeld der 1. Klasse, der vierten von damals sechs Spielstufen in Österreich. Anschließend folgte eine vierjährige Serie von abwechselnden Hochs und Tiefs: 1958 Abstieg in die 2. Klasse C, 1959 Wiederaufstieg, 1960 neuerlicher Abstieg und 1961 Wiederaufstieg in die 1. Klasse West. Bei Einführung der Bezirksliga als neuer vierter von nun sieben Spielstufen 1962 gehörte der SV Grieskirchen dieser Liga an und schaffte in der Saison darauf sogar den Aufstieg in die Landesliga Oberösterreich.
Die erfolgreichsten Jahre der Vereinsgeschichte erlebte der SV Grieskirchen von Mitte der 1960er bis Mitte der 1970er: 1967 glückte der Aufstieg in die Regionalliga Mitte, der damals zweithöchsten Spielstufe Österreichs. Dem sofortigen Wiederabstieg 1968 folgte bereits in der Folgesaison 1969 der postwendende Wiederaufstieg in die Regionalliga, der man bis 1974 angehörte. In diese Zeit fällt die Erweiterung des Vereinsnamens auf Sportverein Pöttinger Grieskirchen, welche von der Generalversammlung des Vereins 1971 beschlossen wurde. Im Zuge der in der Saison 1973/74 beschlossenen österreichischen Ligareform wurde die Regionalliga aufgelöst und 1974/75 durch zweitklassige Landesligen ersetzt, die in der Folgesaison durch Einführung der bundesweiten zweitklassigen Nationalliga nur mehr die dritthöchste österreichische Spielstufe darstellten.
Ohne abzusteigen, fiel der SV Grieskirchen so eine Spielstufe tiefer und pendelt seither zwischen der dritten und vierten österreichischen Spielstufe: 1978 stieg man in die viertklassige 2. Landesliga ab und verpasste dort 1981 als mit dem FC Andorf punktegleich Zweiter nur aufgrund des 5 Tore schlechteren Torverhältnisses den Wiederaufstieg, der dann 1987 gelang. 1990 verspielte man in der 1. Landesliga den Klassenerhalt in der letzten Runde und stieg unglücklich, aufgrund eines im Vergleich zum ATSV Timelkam um 9 Tore schlechteren Torverhältnisses ab. Zwei Jahre später stieg man aber genauso glücklich wieder auf, als man punktegleich mit dem SV Gmunden aufgrund des 9 Tore besseren Torverhältnisses Meister wurde. In der Folge spielte Grieskirchen im Mittelfeld der 1. Landesliga, schaffte daher auch nicht den Sprung in die 1994/95 als neue dritte Spielstufe eingeführte Regionalliga Mitte, sondern verblieb in der 1. Landesliga, die nunmehr nur mehr die vierthöchste österreichische Spielstufe war. 1997 gelang dann der Sprung in die Regionalliga Mitte, nach zwei Saisonen fiel man aber wieder in die nun Oberösterreich-Liga genannte Viertklassigkeit hinab. Erst sieben Jahre später durfte 2006 ein weiterer Oberösterreichischer Meistertitel und Aufstieg in die Regionalliga gefeiert werden. Wie schon in den 1990er Jahren konnte sich der SV Grieskirchen dort lediglich zwei Jahre halten und spielte ab der Saison 2008/09 wieder in der viertklassigen Radio OÖ Liga. In der Saison 2015/2016 schaffte man durch den Meistertitel den Aufstieg in die Regionalliga Mitte; diesem folgte aber in der Saison 2016/17 der direkte Wiederabstieg.

## Damenmannschaft
Die Damenmannschaft des SV Grieskirchen, die Soccer Ladies Grieskirchen, wurde im April 2008 gegründet. Im Herbst erfolgte der Einstieg in den Meisterschaftsbetrieb der Frauenklasse OÖ West (vierthöchste österreichische Spielstufe) in der Platz 6 erreicht wurde. Die Folgesaison 2009/10 beendeten die Soccer Ladies bereits auf dem dritten Platz.

## Stadion
Bei Vereinsgründung 1945 stellte die damalige amerikanische Besatzungsmacht dem Verein die so genannte Übleiswiese als Betätigungsfeld zur Verfügung. Am 6. August 1967 wurde, rechtzeitig zum Aufstieg in die zweitklassige Regionalliga, das Trattnachtalstadion, eröffnet. Derzeit (Stand 2017) trägt das Stadion den Namen „Fröling-Stadion Grieskirchen“.

## Titel und Erfolge
- 7× Teilnahme 2. Österreichische Spielstufe: 1968, 1970, 1971, 1972, 1973, 1974 (Regionalliga Mitte), 1975 (Landesliga)
- 2× Oberösterreichischer Landesmeister (3): 1967, 1969
- 2× Oberösterreichischer Landesmeister (4): 1997, 2006
- 2× Meister 2. Landesliga West (4) 1987, 1992
- 1× Meister Bezirksliga West (4): 1964
- 2× Meister 2. Klasse C (5): 1959, 1961
- 1× Meister der 2. Klassen (5): 1961[5]
- 1× Meister 2. Klasse E (2. von 2 Klassen Oberösterreichs): 1948
- 3× Teilnahme am Österreichischen Cup: 2001, 2007, 2009
- 1× Meister OÖ Liga 2015/2016
- 2× Innviertler FussballCup: 1977, 1978[6]

## Bekannte Spieler und Trainer
Mit Werner Burgholzer stellte Grieskirchen einen Spieler jener Österreichischen Fußballnationalmannschaft der Amateure, die 1967 Europameister wurde.
In jüngeren Jahren trugen einige Spieler, meist übergangsweise, das Dress des SV Grieskirchen, die zuvor bzw. danach Bundesliga- oder Erste Liga-Luft schnuppern konnten, die großen Namen fehlen jedoch.
Als Sensation gefeiert wurde Anfang 2008 die Verpflichtung des unter anderem bereits bei FC Wacker Innsbruck und in der Bundesliga tätig gewesenen Emidio Wellington, dem ersten Brasilianer der Vereinsgeschichte. Vom Abstieg in die Landesliga konnte aber auch er die Grieskirchner nicht retten und verließ daraufhin die Oberösterreicher.
- Manfred Razenböck 1998–1999
- Philipp Huspek 1997–2004
- Thomas Auinger 2002–2002
- Gerhard Fellner 2004–2005
- Dominik Hackinger 2003–2008
- Benjamin Sulimani 2007–2008
- Emidio Wellington 2008–2008
- Florian Doppelbauer 2005–2007, 2008–2010
- Demir Yalcin 2006–2010, 2014–2015
- Herbert Linimair 2008–2010
- Okan Ekmekci 2017–2017
- Julian Baumgartner 2019–2020